# Anoxynops aldrichi
Anoxynops aldrichi là một loài ruồi trong họ Tachinidae.